# Oskar Szeller
Oskar Szeller (ur. 23 października 1853, zm. 12 lipca 1929) – polski prawnik, sędzia Sądu Najwyższego w II Rzeczypospolitej.

## Życiorys
Urodził się 23 października 1853.
2 maja 1923 został odznaczony Krzyżem Komandorskim Orderu Odrodzenia Polski „w uznaniu zasług, położonych na polu sądownictwa i nauki prawniczej w Rzeczypospolitej Polskiej”.

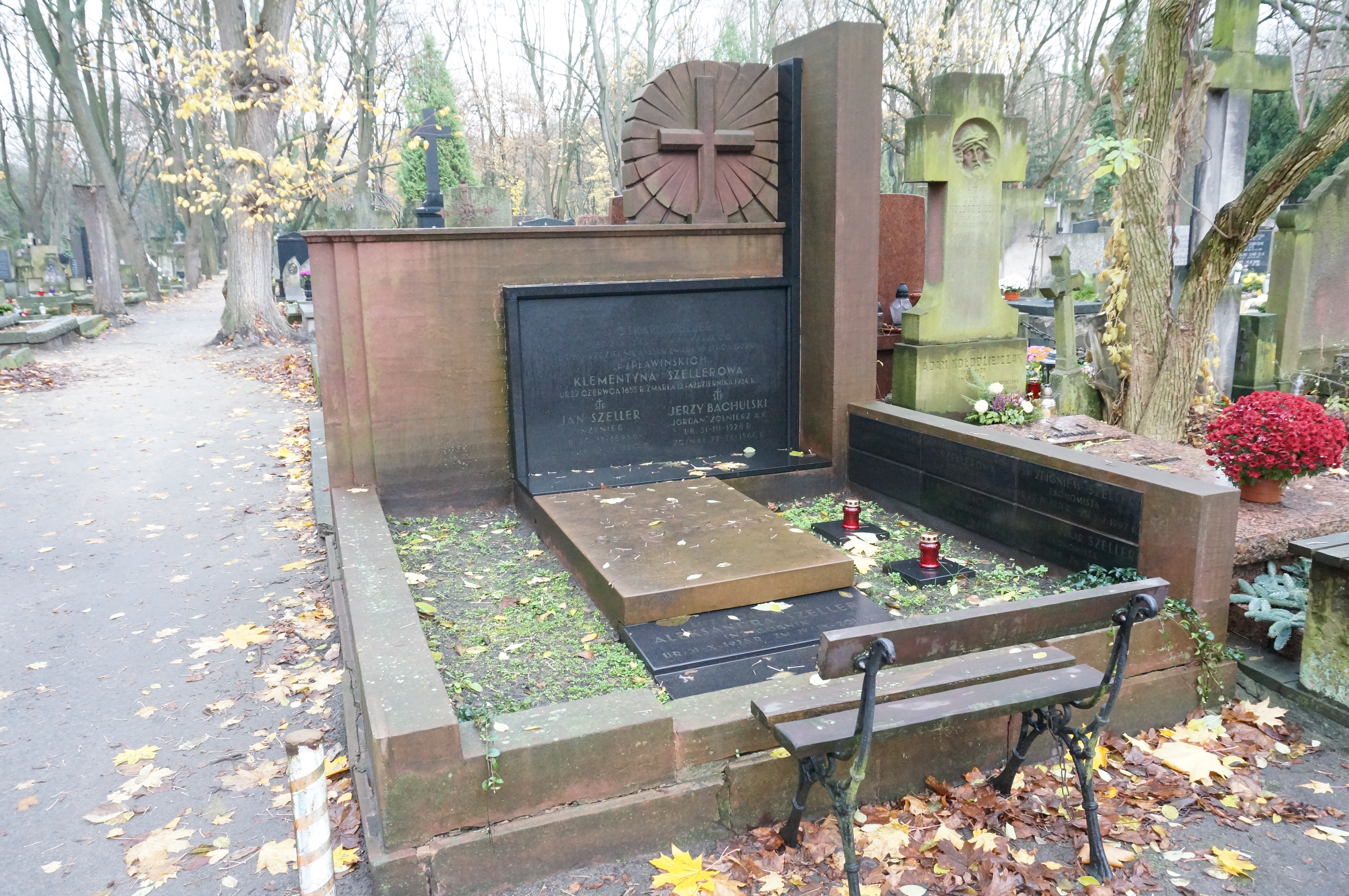
Grób Oskara Szellera na cmentarzu Powązkowskim

Zmarł 12 lipca 1929. Został pochowany na cmentarzu Powązkowskim (kwatera 227-6-1/2).